# Кинематограф Польши
Кинематограф Польши — кинематограф и киноиндустрия в Польше, отражающие национальный стиль и способ подачи кинематографического материала.
История польского кинематографа продолжительна и наполнена событиями и достижениями так же, как история самого кинематографа.
Особенно известен период с середины 1950-х годов, когда работы режиссёров так называемой Польской школы кинематографа и новаторские тенденции в творчестве кинематографистов европейских стран (Французская новая волна, итальянский неореализм и другие) оказали встречное взаимное влияние. После Второй мировой войны, несмотря на цензуру и существовавшие идеологические рамки, режиссёры Роман Полански, Кшиштоф Кесьлёвский, Агнешка Холланд, Анджей Вайда, Ежи Кавалерович, Анджей Жулавский, Кшиштоф Занусси внесли большой вклад в развитие мирового кино.

## Зарождение традиций
Первый кинотеатр в Польше (в то время — Царство Польское в составе Российской империи) был открыт в Лодзи в 1899 году и некоторое время назывался «Театром живой фотографии» (пол. Teatr Żywych Fotografii). Новый вид развлечений получил большую популярность, и к концу следующего десятилетия кинотеатры были почти в каждом крупном городе страны. Первым польским режиссёром принято считать изобретателя Казимира Прушинского (пол. Kazimierz Prószyński), сконструировавшего (до объявления о патенте братьев Люмьер) плеограф — аппарат для записи и проекции движущихся изображений, и создавшего наиболее ранние документальные и игровые фильмы уже в 1902 году: «Каток в Лазенковском дворце» (пол. Ślizgawka w Łazienkach), «Повеса возвращается домой» (пол. Powrót birbanta), «Приключения извозчика» (пол. Przygoda dorożkarza). Другой пионер кинематографа — Болеслав Матушевский, который стал одним из первых режиссёров, работающих в компании братьев Люмьер. В 1897 году он также являлся придворным кинооператором венценосной семьи Романовых. Большой вклад в развитие технической базы кинопроизводства внёс австро-венгерский изобретатель, поляк по происхождению Ян Щепаник: он предложил свою конструкцию камеры для киносъёмки, уже в 1910—1920-х годах разработал основы производства цветных фильмов, многое сделал для развития звукового кино. За всё это он был прозван «польским Эдиссоном».
Первый сохранившийся художественный фильм — «Антось первый раз в Варшаве» (пол. Antoś pierwszy raz w Warszawie), был снят в 1908 году французским режиссёром Жоржом Мейером с участием в главной роли Антони Фертнера. День премьеры фильма 22 октября 1908 года отмечается как дата основания польской киноиндустрии. В 1910 году Владислав Старевич снял один из первых мультфильмов в мире (он также является одним из основателей кукольной анимации).
К началу Первой мировой войны кинематограф в Польше находился в развитом состоянии и обладал соответствующим творческим и техническим потенциалом. После образования Польской Республики и вхождения в её состав некоторых германских территорий национальное кино вышло на европейский рынок. Так, например, Пола Негри, окончив Академию драматического искусства в Варшаве и дебютировав в польских фильмах, очень скоро становится звездой немого кино мирового масштаба.

## Межвоенный период. 1920—1930-е годы
С обретением государственной независимости в 1918 году Польша начала активное развитие своего кинематографа. За короткое время была создана целая сеть кинотеатров. Если в 1921 году их насчитывалось около 400, то к концу 1930-х годов их число удваивается. Экранизируется большое количество произведений отечественной литературы: «Могила неизвестного солдата» (пол. Mogiła nieznanego żołnierza, 1927 год) по повести Анджея Струга, «Пан Тадеуш» (1928 год) по Адаму Мицкевичу, «Земля обетованная» (1927 год) по повести Владислава Реймонта, «Канун весны» (пол. Przedwiośnie, 1928 год) по произведению Стефана Жеромского. Первый польский звуковой фильм «Мораль пани Дульской» (пол. Moralność Pani Dulskiej, 1930 год) также основан на произведении национальной литературной классики — одноимённой пьесе 1906 года.
В 1930-е годы популярностью у зрителей пользовались фильмы разных жанров — мелодрамы: «Знахарь» (пол. Znachorj, 1937 год) Михала Вашиньского, «Ординат Михоровский» (пол. Ordynat Michorowski, 1937 год) Хенрика Сзаро, «Прокажённая» (пол. Trędowata, 1936 год) и «Вереск» (иногда — «Девушка и улан», пол. Wrzos, 1938 год) Юлиуша Гардана; костюмированные исторические драмы: «Пан Твардовский» (1936 год) Хенрика Сзаро, «Верная река» (пол. Wierna rzekaj, 1936 год) Леонарда Бучковского, «Барбара Радзивилл» (пол. Barbara Radziwiłłówna, 1936 год) и «Костюшко под Рацлавицами» (пол. Kościuszko pod Racławicami, 1938 год) Джозефа Лейтеса; комедии и мюзиклы: «Ядзя» (1936 год) Мечислава Кравича, «Ада! Это же неудобно!» (пол. Ada! To nie wypada!, 1936 год) и «Забытая мелодия» Конрада Тома, «Этажом выше» Леона Тристана.
Среди популярных актёров указанного периода необходимо назвать Адольфа Дымшу, Евгениуша Бодо, Ядвигу Смосарскую, Казимиржа Юноша-Стемповского, Ину Бениту.
В 1930-е годы Польша находилась на одном из первых мест по количеству фильмов на идише. Отреставрированные копии картин «Дибук» (1937 год) или «Идл мит фидл» (1936 год) и в настоящее время демонстрируются в польских кинотеатрах. Достаточно известна была актриса Ида Каминска (годы спустя она исполнила главную роль в чешском фильме «Магазин на площади», за которую была номинирована на премию «Оскар»; сам фильм был назван киноакадемией США лучшим фильмом года на иностранном языке).

## «Только свиньи сидят в кино!». 1939—1945 годы
После начала Второй мировой войны польская киноиндустрия прекратила своё существование. Все проекты на всех студиях были остановлены. Одним из первых приказов оккупационных властей, понимавших мощь агитации и пропаганды, было распоряжение о конфискации всех кинотеатров. Руководителями этих прокатных организаций могли теперь стать или «чистокровные» арийцы, или так называемые фольксдойче. Очень скоро кинотеатры были поделены на заведения для «высшей» и «низших» рас. К 1943 году в Польском генерал-губернаторстве было создано 25 кинотеатров для немцев, 61 для поляков и 4 для украинцев. Репертуар в них был, безусловно, разительно отличным, а его формирование находилось под строгим контролем. Для проката было одобрено 147 немецких фильмов в оригинале, 109 немецких фильмов с польскими субтитрами, 33 польские картины, 14 испанских и 1 итальянская. С начала оккупации польское сопротивление начало организовывать общественный бойкот кинотеатров с целью минимизации влияния на граждан идеологии противника. На стенах домов всё чаще стал появляться рукописный лозунг: «Tylko świnie siedzą w kinie!» (рус. Только свиньи сидят в кино!). Однако, опубликованные в настоящее время данные (как оккупационных, так и подпольных источников) говорят о постоянном росте посещаемости кинотеатров. Бойкот провалился. И это не вина его организаторов. Источник неудачи — в бытовой конкретной ситуации: в условиях оккупации кинотеатр был практически единственной из доступных форм развлечения. Поход в кино давал возможность кратковременного забвения трагичности ситуации.
Многие кинематографисты с самого начала войны выехали за пределы страны, большинство из них находилось или в польской армии, или в правительстве в Лондоне (при нём существовало Управление по кинематографии Министерства информации и документации), а также в Ираке, Иране, Палестине, Египте и Италии. Например, Эугениуш Ценкальский и Стефан Осиецки — с 1940 года в Великобритании; Михал Вашинский, Станислав Липинский — в Армии Андерса, формировавшейся в СССР, и так далее. В изгнании кинематографисты продолжали своё творчество, в эти годы было снято несколько запоминающихся документальных агитационно-патриотических фильмов: «Польша не умерла», «Белый Орёл» (1940 год), «Это — Польша» (1941 год),
«Незавершённое путешествие», «Страна моей матери» (1943 год), «Мы непобедимы» (1944 год) и другие.
Армия крайова в 1942 году при своём штабе также сформировала Управление информации и пропаганды, производство фильмов в котором возглавил Антони Бохдзевич. Под его руководством, в частности, кинематографисты сопротивления фиксировали в своих хроникальных кадрах многие события Варшавского восстания 1944 года.

## Социалистический реализм. 1945—1955 годы
Если война практически уничтожила польский кинематограф, то коммунистическое руководство начало его быстрое восстановление, опираясь на использование популярного искусства в целях пропаганды. Реконструкция происходила быстро. В 1938 году в Польше насчитывалось 743 кинотеатра, большинство из них во время войны были полностью уничтожены. Уже к 1949 году их число превысило 762, а количество зрителей выросло почти вдвое.
13 ноября 1945 года постановлением правительства создано государственное предприятие «Польский фильм», подчиняющееся непосредственно Министерству культуры и национального наследия Польши. Оно имело эксклюзивные права как на внутреннее кинопроизводство, так и на покупку и прокат иностранных фильмов. При формальном утверждении, что национализация освободит искусство от коммерческого давления, на практике это привело к полной зависимости кинематографистов от правящей идеологии. История послевоенного социалистического польского кино началась с хроникальных и документальных пропагандистских фильмов. Но уже в 1947 году состоялась премьера первого послевоенного художественного фильма «Запрещённые песни» Леонарда Бучковского о духовной стойкости народа во время оккупации. Он же снял первую послевоенную комедию «Моё сокровище». Другими заметными работами периода стали «Пограничная улица» (пол. Ulica Graniczna, 1949 год) Александра Форда, «Последний этап» Ванды Якубовской, «За вами пойдут другие» (пол. Za wami pójdą inni, 1949 год) Антони Бохдзевича. Ряд режиссёров в начале 1950-х годов делали первые попытки выйти за предписанные социалистическим реализмом рамки: Александр Форд с фильмом «Пятеро с улицы Барской» (второй режиссёр — молодой Анджей Вайда, 1954 год), Ежи Кавалерович — «Целлюлоза» (1954 год).

## Польская школа кинематографа. 1955—1962 годы
В начале 1950-х годов после смерти лидера СССР И. Сталина произошла общая либерализация взглядов в социалистическом лагере, сопровождавшаяся десталинизацией. Эти процессы сделали возможным появление неформального социального и художественного объединения режиссёров и сценаристов Польши, получившее название Польская школа кинематографа (польск. Polska Szkoła Filmowa).

Существовали две основные тенденции развития движения: молодой режиссёр Анджей Вайда («Поколение», «Канал», «Пепел и алмаз» и другие фильмы) исследовал героику польского народа (что по-разному оценивалось в различные исторические периоды). Другая группа (наиболее заметными в которой был Анджей Мунк) анализировали польский характер через иронию, юмор и развенчание национальных мифов. За свои фильмы, среди которых «Эроика» (1958 год), «Косоглазое счастье» (1959 год), «Пассажирка» (1962 год), Мунк был назван «самым большим рационалистом и насмешником „польской школы“». Из не менее ярких режиссёров направления нужно назвать Ежи Кавалеро́вича («Настоящий конец большой войны», «Загадочный пассажир», «Мать Иоанна от ангелов» и другие), Войцеха Ежи Хаса («Петля», «Как быть любимой» и другие). Ещё одна знаковая фигура данного творческого периода — Тадеуш Конвицкий, который не только создал большое количество сценариев к фильмам, но выступил основоположником польского авторского кино, сняв такие минималистические по форме картины, как «Последний день лета» (1958 год) и «День поминовения усопших» (1961 год).

## «Братья по оружию». 1965—1970 годы
К середине 1960-х годов кинематограф Польши вновь постепенно меняется. К этому привели две основные предпосылки. Во-первых, общество в целом и зритель в частности начали уставать от неизбежной в первые послевоенные годы тематики мученичества, жертвенности, преодоления. Всё более востребованным становился «бытовой» оптимизм. Во-вторых, правящая партия Польши становилась едва ли не вторым после СССР оплотом соответствующей идеологии и всё более вторгалась и активно влияла на творческие процессы в кинематографе. Тематика войны в фильмах, безусловно, сохранилась. Но героизм проявлялся во имя великой цели, борьба велась против общего врага вместе с Красной армией — друзьями и братьями по оружию. Абсолютным воплощением этого стал, среди прочих фильмов периода, телевизионный цикл «Четыре танкиста и собака» (1966—1970 годы). Интернациональный экипаж танка «Рыжий» из 1-й Варшавской танковой бригады имени героев Вестерплатте Первой армии Войска Польского громит нацистов на территории СССР, Польши и Германии, освобождаемых советскими войсками. Несмотря на некоторую схематичность приключенческого фильма и неизбежную в тот период идеологическую позицию, сериал имел большой успех как в Польше, так и во всём социалистическом блоке. Так в СССР до середины 1980-х годов его показывали ежегодно в летние школьные каникулы. Уже в настоящее время этот в целом наивный фильм для юношеской аудитории стал объектом политических манипуляций. Краковская организации ветеранов Армии Крайовой назвала его «продуктом коммунистической пропаганды, созданным на потребу СССР». Показ сериала на некоторых национальных каналах Польши запрещают до настоящего времени.
Всё чаще в середине 1960-х появляются фильмы о войне с комедийной интерпретацией событий, например, «Где генерал?» и «Приключения канонира Доласа, или Как я развязал Вторую мировую войну» Тадеуша Хмелевского.
В связи с тем, что цензура усиливала свой контроль, некоторые режиссёры обращались к экранизации произведений национальной литературной классики, сюжеты которых сложно было оспорить. Так появились хорошо костюмированные исторические драмы «Крестоносцы» Александра Форда, «Пепел» Анджея Вайды, «Фараон» Ежи Кавалеровича, «Кукла» и «Рукопись, найденная в Сарагосе» Войцеха Ежи Хаса. Последний из названных фильмов, рассказывающий об эпохе Наполеоновских войн, является одним из любимых у режиссёра Мартина Скорсезе, который выкупил первую авторскую копию этой ленты для реставрации.
В эти годы польский кинематограф утратил несколько своих перспективных авторов: в автокатастрофе погиб 40-летний Анджей Мунк, уехали из страны молодые успешные дебютанты Роман Полански и Ежи Сколимовский.
Активно развивается телевизионная индустрия кино. Кроме упомянутого уже цикла «Четыре танкиста и собака», снимаются такие сериалы, как шпионский детектив «Ставка больше, чем жизнь» (1967—1968 годы, 18 серий), «Барбара и Ян» (1964 год, 7 серий), криминальный детектив «Капитан Сова идёт по следу» (1965 год, 8 серий), комедия «Домашняя война» (1965—1966 годы, 15 серий).

## «Кино моральной тревоги». 1970—1981 годы
Новый подъём кинематографа, затрагивающий острые социальные темы современности, произошёл в начале-середине 1970-х годов. Творческий подъём переживал Анджей Вайда. Каждый новый его фильм становился новым достижением режиссёра: комедия «Охота на мух» (1969 год, номинация на Золотую пальмовую ветвь кинофестиваля в Каннах), социально-историческая драма «Свадьба» (1972 год, Серебряный приз кинофестиваля в Сан-Себастьяне), социальные драмы «Без наркоза» (1978 год, приз Экуменического жюри Каннского кинофестиваля и Золотой лев национального конкурса) и «Человек из мрамора» (1977 год, приз ФИПРЕССИ Каннского кинофестиваля).
В эти годы сформировалось художественное направление польского кинематографа, названное позже Кино моральной тревоги или Кино морального беспокойства (пол. Kino moralnego niepokoju). Кинематографисты, начиная с отображения негативных явлений времени и коммунистического строя, выходили за рамки этой критики, поднимаясь в своих работах до универсальных общечеловеческих философских проблем. Кроме упомянутых выше картин Анджея Вайды, направление ярко представляют фильмы «Кинолюбитель» Кшиштофа Кесьлёвского, «Иллюминация» и «Защитные цвета» Кшиштофа Занусси, «Кунг-фу» Януша Киёвского, «Рейс» и «Извините, здесь бьют» Марека Пивовского и другие. Ярким выразителем идей кино морального беспокойства стала Агнешка Холланд. Её первая полнометражная работа «Провинциальные актёры» (1978 год) завоевала в Каннах приз ФИПРЕССИ. С начала 1980-х годов она выехала за рубеж, где продолжила творчество картинами «Горькая жатва» (Германия, 1985 год, номинация на премию «Оскар» за лучший иностранный фильм), «Европа, Европа» (Франция, Германия; 1991 год, номинация на «Оскар» за лучший адаптированный сценарий, номинация на премию BAFTA за лучший иностранный фильм) и другими работами.
Некоторые режиссёры успешно продолжали традицию «монументального» польского исторического кино: «Коперник» и «Казимир Великий» Эвы и Чеслава Петельских, «Ярослав Домбровский» Богдана Порембы, «Смерть президента» Ежи Кавалеровича, трилогия «Соль чёрной земли» (пол. Sól ziemi czarnej 1969 год), «Жемчужина в короне» (пол. Perła w koronie 1971 год) и «Бусинки одних чёток» (пол. Paciorki jednego różańca 1979 год) Казимежа Куца. Существуют яркие экранизации литературной классики семидесятых, такие как «Ночи и дни» (1975 год) Ежи Антчака, «История греха» (1975 год) Валериана Боровчика, «Потоп» (1974 год) и «Прокажённая» (1976 год) Ежи Гофмана, «Санаторий под клепсидрой» (1973 год) Войцеха Ежи Хаса и другие работы.
Семидесятые годы были периодом дальнейшего развития производства телевизионных фильмов и сериалов, в частности были выпущены: историко-приключенческий цикл «Чёрные тучи» (1973—1974 годы, 10 серий), социальная комедия с элементами драмы «Карьера Никодима Дызмы» (1980 год, 7 серий), одноимённый сериал в развитие фильма «Земля обетованная» (1978 год, 4 серии) и многие другие.

## Комедии Махульского. Драмы Кесьлёвского. 1981—1989 годы
1980-е годы стали прорывом польского юмора и иронии на кинематографический рынок восточной Европы и, в первую очередь, СССР. Юлиуш Махульский и его стильные, выдержанные в великолепном вкусе «Ва-банк» и «Ва-банк 2, или Ответный удар» сделали вновь популярным и узнаваемым его отца — актёра Яна Махульского (первое признание получившего ещё в 1960-е годы), гротескные «Кингсайз» и «Дежа вю» — Ежи Штура. Фильмы «Кингсайз» и «Секс-миссия» (в прокате СССР — «Новые амазонки») стали одними из самых дорогих в истории польского кино (в масштабе действующих цен).

«Новые амазонки» — очень смешное название. Этот фильм ещё к тому же сократили на сорок минут. Вырезали весь секс, оставили одну миссию. Я как раз в конце восьмидесятых ездил в СССР, чтобы готовиться к съёмкам «Дежа вю», и уговорил показать мне то, что они сделали из моей «Сексмиссии». Мне устроили просмотр в кинотеатре «Варшава». Я был поражён начальными титрами фильма: не поленились же сделать польскую надпись «Nowe Amazonki». Чистый Оруэлл. Вообще советские цензоры были большими мастерами. Но в целом мои фильмы в СССР замечательно прокатывались, приносили деньги, меня постоянно приглашали представлять свои картины в разные республики Союза. Это у моих коллег, которые снимали в Польше кино «морального беспокойства» — у Вайды, Кесьлевского, — было гораздо больше проблем. — интервью «Известиям»
Заметным событием конца 1980-х годов стало разрешение на выход в прокат нескольких фильмов Кшиштофа Кесьлёвского: социальной драмы «Случай» (запрещённой к показу по цензурным соображениям с 1981 года), философско-политической драмы «Без конца», картины-притчи «Декалог», которая получила 9 наград ведущих мировых кинофестивалей.

## Новые условия. 1990—2000 годы
Произошедшие в конце 1980-х годов общественно-политические изменения в странах Восточной Европы вызвали к жизни новые экономические условия существования национального кинематографа. При неоспоримом богатстве ярких кинематографистов, вопрос поиска ими источника финансирования съёмок некоммерческого, авторского кино стал основным. Кшиштоф Кесьлёвский выбрал путь «творческой иммиграции». На средства французских продюсеров за рубежом он снимает «цветную» трилогию, фильмы «Три цвета: Синий», «Три цвета: Белый», «Три цвета: Красный», каждый из которых отмечен большим количеством профессиональных международных наград и номинаций. Анджей Вайда выпустил несколько фильмов: «Перстенёк с орлом в короне» (1993 год), «Страстная неделя» (1994 год), где, по мнению ряда критиков, компенсировал «интеллектуальные недостатки своих всё более слабых идей цитатами из самого себя, из эпохи былой славы». Перешагнувший семидесятилетний рубеж Ежи Кавалеро́вич в 1990-е годы снял только один фильм «За что?» по мотивам рассказа Льва Толстого. Анджей Жулавский в этот период выпустил два фильма: один во Франции — «Голубая нота» (1991 год), второй на родине — «Шаманка» (1996 год).
Казимеж Куц в 1994 году выпускает драму «Смерть как ломтик хлеба», рассказывающую о подавлении забастовки шахтёров в первые дни военного положения декабря 1981 года. Эмоциональность фильма усиливает музыка, которую написал Войцех Киляр, композитор кино, за свою карьеру принявший участие в создании более 130 картин.
Среди коммерческих удач польского кинематографа 1990-х следует назвать криминальный триллер «Псы» Владислава Пасиковского (пять наград национального кинофестиваля), кинокомедию «Киллер» Юлиуша Махульского, криминальную комедию «Штрих» Олафа Любашенко.

## Кинематограф 2000-х
В настоящее время кинопроизводство в Польше организовано так же, как в большинстве западноевропейских стран. Режиссёры для финансирования своих проектов привлекают зарубежных инвесторов, частных продюсеров. Некоторую финансовую помощь оказывает телевидение, как государственное, так и частное. Наиболее интересные проекты по решению министра культуры и в результате конкурсного отбора получают государственную поддержку из бюджета.
В первые годы нового столетия кинематографисты Польши часто обращались к экранизации литературной классики: «Месть» и «Пан Тадеуш» Анджея Вайды (в 2000 году он был удостоен премии «Оскар» за всю творческую карьеру), «Огнём и мечом» и «Старинное предание» Ежи Гофмана, «Камо грядеши» Ежи Кавалеровича и другие..
Начало 2010-х годов продолжает открывать новые имена в польском кинематографе. Например, фильм «Роза» Войцеха Смаржовского завоевал 12 наград международных и национальных фестивалей.

## Международное сотрудничество. Копродукция
Кинематографисты Польши многократно и успешно реализовывали международные проекты. Вероятно, наиболее известным и показательным в этом отношении является фильм Стивена Спилберга «Список Шиндлера», который входит в первую десятку 250 лучших фильмов по версии IMDb. Польские художники Аллан Старский и Эва Браун получили премию «Оскар» за лучшую работу художника-постановщика, а оператор картины — поляк Януш Камински, — «Оскар» за лучшую операторскую работу. Ещё одной премии в этой же номинации он был удостоен спустя пять лет за фильм «Спасти рядового Райана».
Другим известным продуктом международного сотрудничества стал фильм Романа Полански «Пианист» (2002 год, удостоен Золотой пальмовой ветви в Каннах, премия «Оскар» в 3 номинациях), который был снят в Польше и посвящён трагической судьбе польского музыканта еврейского происхождения. Автор музыки к картине — Войцех Киляр, главный оператор — Павел Эдельман. Вообще в течение всех лет работы вне родины Поланский сохраняет верность своим польским коллегам. Так, Кшиштоф Комеда написал музыку к его фильмам «Бал вампиров» (1967 год) и «Ребёнок Розмари» (1968 год).

## Кинематографические конкурсы и награды
На Берлинском кинофестивале 1999 года Фонд кинематографии США учредил и вручил Анджею Вайде «Премию свободы», которая с тех пор носит имя режиссёра и вручалась им лично самым смелым в творческом отношении кинематографистам Центральной и Восточной Европы. В 2000 году, например, этой премии удостоилась режиссёр Кира Муратова, в 2001 году её лауреатом стал чешский сюрреалист Ян Шванкмайер, в 2003 году — Александр Сокуров.